# Cupedora broughami
Cupedora broughami är en snäckart som först beskrevs av George French Angas 1875.  Cupedora broughami ingår i släktet Cupedora och familjen Camaenidae. IUCN kategoriserar arten globalt som nära hotad. Inga underarter finns listade i Catalogue of Life.